# قرقيعان
القرقيعان، هي مناسبة تقليدية وتراثية سنوية خاصة بالأطفال، يحتفل بها في المنتصف من شهر رمضان أو شعبان في منطقة الخليج العربي، وتعرف بهذا الاسم في الكويت والسعودية، خاصة المنطقة الشرقية، وتحديدًا مدينتي القطيف والأحساء ، وفي البصرة جنوب العراق، وفي الأحواز،، وتعرف بلفظ قرقاعون أو الناصفة في البحرين، وقرنقعوه في قطر، والقرنقشوه في عمان، بينما تعرف في بغداد بلفظ ما جينا. يطوف الأطفال في هذه المناسبة مرتدين أزياءً شعبية ويرددون الأهازيج وتوزع الحلوى عليهم وتختلف الأهازيج بحسب المناطق اختلافًا بسيطًا ولكنها تبقى متشابهة في مضمونها.
يرتبط القرقيعان في الخليج العربي بمناسبة دينية شيعية، حيث يوافق قرقيعان نصف شعبان مولد الإمام المهدي، ويوافق قرقيعان نصف رمضان مولد الإمام الحسن.
ويعمد الأطفال إلى لبس الملابس الشعبية فيلبس الأولاد الدشداشة وسترة بالإضافة إلى النعال الشعبية، أما البنات فيلبسن الدراعات والبخنق وهي قماش بألوان مختلفة مطرزة، مع الترتر الذي يُوضع على الرأس، ويحمل كل منهم كيسًا لجمع المكسرات والحلوى، وعادةً ما تبدأ هذه الفعالية بعد صلاة المغرب مصحوبة بالأغاني الشعبية.
تُعرف هذه الليلة في بلدان عربية أخرى بأسماء مختلفة، مثلًا تعرف في السودان بمفهوم مشابه وتُسمى بيوم الحارة أو الرحمتات، وهي صدقة يقدمها أهل المتوفى للأطفال الذين يجوبون الأحياء الشعبية وهم يرددون الأهازيج، مستخدمين الدفوف والطبول وليس لهم لباس مميز ويكون هذا اليوم هو آخر خميس من شهر رمضان.

## التسمية

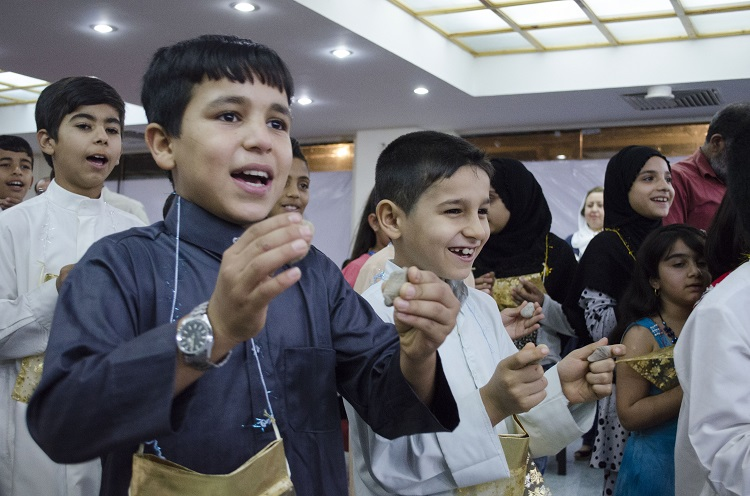
احتفالات قرقيعان في متحف الفن المعاصر في مدينة الأحواز.

أطلق على هذه الليلة العديد من المسميات، فمنها القرقيعان والقريقعانة والكريكعان والناصفة والكريكشون والقريقشون والقرقاعون والقرنقعوه والقرنقشوه مع اختلاف التسميات من منطقة لأخرى، ففي الإمارات يطلق عليها حق الليلة أو حق الله، وفي عمان يطلق عليها الطَلْبة، وفي السعودية والكويت القرقيعان والناصفة، في قطر تعرف بليلة القرنقعوه، وفي العراق يطلق عليها كركيعان وتوجد عادة مشابهة في وسط العراق تعرف بليلة ما جينا يا ما جينا، أما في البحرين فهي تسمى القرقاعون والناصفة.

ويرجح بأن القرقيعان أتت من كلمة قُرْعٌ وقُرْعَانٌ وجمعها قرقعة وقرقيعان وتعني ضرب أو دق الباب أو الشيء والقَرَعُ أيضا مصدر قولك قرع الفناء ، والقرنقعوة أو القرقيعان تعني الشيء المخلوط متعدد الأصناف من المكسرات والحلوى أو أنها مشتقة من القرقعة، أي الصوت الناتج عن ضرب الأواني والسلال الحاوية للحلويات والمكسرات.

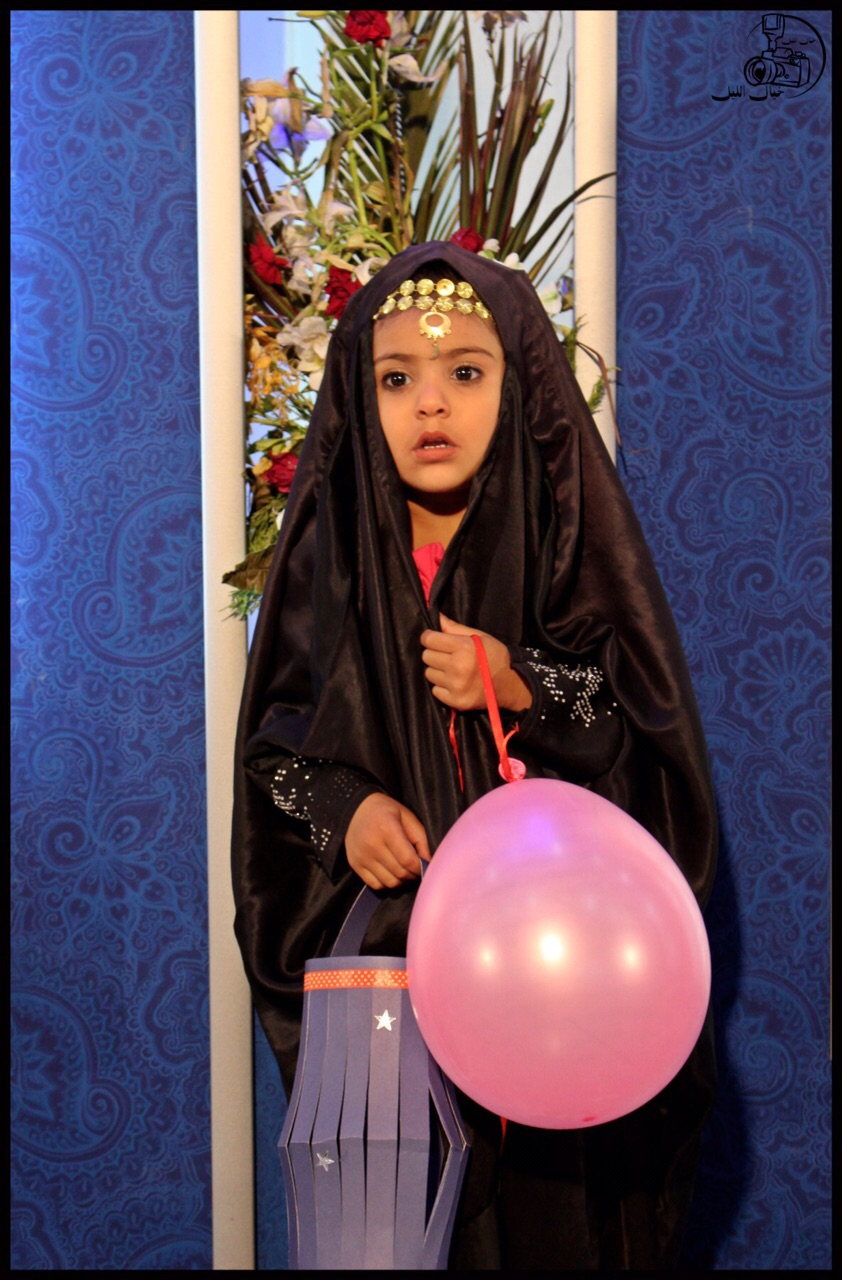

ومع تعداد المسميات تعددت أصولها وجذورها اللغوية، فقيل أن القرقاعون أو القرقيعان هو مصطلح شعبي يُطلق على السلة الكبيرة المصنوعة من سعف النخيل والتي تُملأ بداخلها المكسرات ومن ثم تُوّزع على الأطفال.

## العادات والتقاليد
يأخذ الأطفال بعد إفطارهم بأذان المغرب في التجمع والسير حاملين حول أعناقهم أكياسًا قماشية أو سلالًا من الخوص ويرددون الأهازيج والأناشيد الشعبية فيبدأون بالمرور على البيوت لتجميع المكسرات والحلوى من أهل الأحياء الشعبية، ومن الأهازيج والأناشيد التي يرددونها:
قرقاعون عادت عليكم يالصيام.. عطونا الله يعطيكم.. بيت مكة يوديكم.. يا مكة يا المعمورة.. 
سلم ولدهم يا ألله.. خليه لأمه يا ألله.. يجيب المكده ويحطها.. بحضن إمه.. ياشفيع الأمة.. عسى البقعة ما إتخمه، ولا توازي على أمه.
قرقيعان وقرقيعان.. بين اقصير ورميضان..
عادت عليكم صيام.. كل سنة وكل عام..
ويقال أيضًا في القطيف:
ناصفه حلاوه على النبي صلوات اعطونا من مالكم الله يخلي عيالكم

ناصفه حلاوه ناصفه حلاوه...